# (33389) Isairisgreco
1999 CZ50 (asteroide 33389) é um asteroide da cintura principal. Possui uma excentricidade de 0.18148310 e uma inclinação de 5.31930º.
Este asteroide foi descoberto no dia 10 de fevereiro de 1999 por LINEAR em Socorro.